# オセアニカウリス属
オセアニカウリス属（Oceanicaulis）は、真正細菌のプロテオバクテリア門アルファプロテオバクテリア綱カウロバクター目カウロバクター科の属の一つである。

## 概要
Oceanicaulisは、ラテン語で「海」を表す男性名詞"oceanus"と、「茎」を表す男性名詞"caulis"を組み合わせた造語であり、「海に由来する、茎を持った生物」を意味する。ここでの茎はプロステーカのことである。
グラム陰性、非胞子形成性、好気性、従属有機栄養性、中温性である。細胞のサイズは1μm×3μmであり、その形状は桿状又はビブリオ属細菌様である。細胞極の一方から細胞長軸方向に向かって延びるプロステーカを持つ。プロステーカの先端に接着物質は存在する。二分裂で増殖し、分離の際に、一方の細胞はプロステーカを持ち、もう一方の細胞は単一の極鞭毛を持つ。コロニーは円形凸状であり、色素は無い。ほとんどの菌株は、硝酸塩から亜硝酸塩への還元能を持つ。全ての菌株は20～100g/Lの塩化ナトリウム濃度で生育する。極性脂質はホスファチジルグリセロールとスルホキノボシルジアシルグリセロールであり、主要脂質はC18:1ω7、C18:0、C7-Me-C18:1 ω6及びC19:0である。GC含量は61～62mol%である。海洋プロステーカ細菌であるマリカウリス属(Maricaulis)、ヒフォモナス属(Hyphomonas)、及びヒルスチア属(Hirschia)に系統発生学上関連する。

## 種

### オセアニカウリス・アレキサンドリイ(Oceanicaulis alexandrii)
alexandriiは、「Alexandrium属」を意味する新ラテン語中性名詞である。この命名は、タイプ株がAlexandrium属細胞から発見されたことに由来する。
タイプ株はC116-18T(DSM 11625T、NCIMB 13905T)である。この株の16S rRNA遺伝子配列のGenBank/EMBL/DDBJアクセッション番号はAJ309862である。GC含量は61.8mol%である。
プロステーカ細胞には特徴的なくびれが見られる。海洋の項で説明した、オセアニカウリス属に典型的な主要な脂肪酸に加えて、少数の脂肪酸としてC14:0、C16:0、C17:1 ω6、C17:0、C18:1 ω6、C19:1 ω8、C19:0d8,9が検出される。生育温度範囲は最適な成長は4～37℃であり、最適温度は30℃である。1倍又は1/10倍マリンブロスで培養できる。カタラーゼ及びオキシダーゼ陽性である。レシチナーゼ、デンプン、キサンチン、インドール、o-ニトロフェニルガラクトシド、Voges-Proskauerについて陰性であり、ほとんどの菌株では更にエスクリン、エラチナーゼ、ゼラチナーゼ、リパーゼについて陰性である。大部分の菌株では巨大なプラスミドが存在する。

### Oceanicaulis stylophorae
stylophoraeは、「Stylophora属」を意味する新ラテン語名詞である。この命名は、タイプ株がStylophora属から発見されたことに由来する。
タイプ株はGISW-4T(LMG 25723T、BCRC 80207T)である。この株の16S rRNA遺伝子配列のGenBank/EMBL/DDBJアクセッション番号はHM035090である。GC含量は61.6mol%である。
グラム陰性好気性桿菌 (直径0.5～0.8μm×長さ0.9～1.3μm) である。初期形態では、細胞はプロステーカを持たず、単一の極鞭毛によって運動する。二分裂すると、一方の細胞はプロステーカを持ち、他方の細胞は単一の極鞭毛を持つ。成熟した形態ではプロステーカを持ち、非運動性となる。MA培地で30℃72時間インキュベーションしたコロニーはベージュ色の直径約0.8～1.0mmの円形凸状である。生育条件は温度15～45℃(最適35～40℃)、塩化ナトリウム濃度0～9%(w/v)(最適1～2%)、及びpH6～10(最適pH7～9)である。ポリβヒドロキシ酪酸顆粒の蓄積が観察される。
オキシダーゼ、カタラーゼ、及びDNaseの酵素活性試験、並びにTween 40とカゼインの加水分解試験では陽性の結果が得られる。リパーゼ(コーン油)の酵素活性試験並びにデンプン、アルギン酸塩、キチン、Tweens 20、60、80、及びカルボキシメチルセルロースの加水分解試験では陰性の結果が得られる。アピ20NEによる、ゼラチンの加水分解試験並びにアラビノース、アジピン酸、及びクエン酸の同化試験では陽性結果が得られ、一方、硝酸還元、インドール生成、エスクリン加水分解、d-グルコース発酵、アルギニンジヒドロラーゼ及びウレアーゼ活性、並びにグルコース、マンノース、マンニトール、マルトース、N-アセチルグルコサミン、グルコン酸、カプリン酸、リンゴ酸及び酢酸フェニル同化についての試験では陰性結果が得られる。
API-ZYMシステムでは、アルカリホスファターゼ、C4エステラーゼ、C8エステラーゼリパーゼ、ロイシン アリールアミダーゼ、バリンアリールアミダーゼ、シスチンアリールアミダーゼ、トリプシン、α-キモトリプシン、酸性ホスファターゼ、ナフトール-AS-Bi-ホスホヒドロラーゼ活性は検出されるが、C14リパーゼ、α-ガラクトシダーゼ、β-ガラクトシダーゼ、β-グルクロニダーゼ、α-グルコシダーゼ、β-グルコシダーゼ、N-アセチル-β-グルコサミニダーゼ、α-マンノシダーゼ及びα-フコシダーゼ活性は検出されない。
主要な細胞脂肪酸(>10 %)はC18:0、C18:1ω7c及びC18:1ω7c 11-methylである。主な極性脂質はPGとSQDGである。主な呼吸キノンは補酵素Q10及びQ-9（ユビキノン）である。

## 歴史
- 2003年に、スペインRia de Vigoで採取された、ヒトに対する麻痺性貝毒原因種として知られるAlexandrium tamarense（渦鞭毛藻）細胞からオセアニカウリス・アレキサンドリイ(Oceanicaulis alexandrii)の発見が報告された。同時に、新属としてオセアニカウリス属が提案された[1]。
- 2005年に、プロテオバクテリア門(Proteobacteria)アルファプロテオバクテリア綱(Alphaproteobacteria)の小サブユニットrRNA遺伝子配列による系統解析が行われてヒフォモナス科(Hyphomonadaceae)、キサントバクター科(Xanthobacter)、及びエリスロバクター科(Erythrobacter)が新設された。この際、オセアニカウリス属はマリカウリス属(Maricaulis)、ヒフォモナス属(Hyphomonas)、及びヒルスチア属(Hirschia)とともにヒフォモナス科に分類された[7]。
- 2012年に、台湾南部台東県緑島郷の海岸沖の海水から採取された造礁サンゴStylophora pistillataからOceanicaulis stylophoraeが発見されたことが報告された[4]。
- 2020年に、アルファプロテオバクテリア綱にマリカウリス目(Maricaulales)とヒフォモナス目(Hyphomonadales)、及びマリカウリス科(Maricaulaceae)とRobiginitomaculaceaeが新設され、オセアニカウリス属はマリカウリス科に移動した[8]。

### 学術論文
- “Oceanicaulis alexandrii gen. nov., sp. nov., a novel stalked bacterium isolated from a culture of the dinoflagellate Alexandrium tamarense (Lebour) Balech”. Int. J. Syst. Evol. Microbiol. 53 (Pt 6):  1901–1906. (2003). doi:10.1099/ijs.0.02635-0. PMID 14657121.
- “The hierarchical system of the Alphaproteobacteria: description of Hyphomonadaceae fam. nov., Xanthobacteraceae fam. nov. and Erythrobacteraceae fam. nov.”. Int. J. Syst. Evol. Microbiol. 55 (Pt 5):  1907–1919. (2005). doi:10.1099/ijs.0.63663-0. PMID 16166687.

### データベース
- PubMed references for Oceanicaulis
- PubMed Central references for Oceanicaulis
- Google Scholar references for Oceanicaulis